# Marija Valois (priora)
Marija Valois (Marija Francuska; francuski Marie; 24. kolovoza 1393. — 19. kolovoza 1438.) bila je francuska kraljevna i časna sestra, kći kralja Karla VI. Ludog.
| Portal:Europa | Portal:Europa |

Princeza Marija, članica kuće Valois, rođena je 1393. kao kći francuskog kralja Karla VI. i njegove supruge, Izabele Bavarske. Marija je bila sestra kralja Karla VII. Četvrta kći svoga oca, Marija je postala redovnica i priora. Karlo VI. bolovao je od psihičke bolesti te je Marijina majka imala utjecaj na njega. Kraljica Izabela posvetila je svoju kćer Bogu.
Dana 8. rujna 1397., Marija je ušla u samostan; priora je bila Marijina prateta Marija Burbonska, sestra Ivane Burbonske, francuske kraljice.
Marija Valois umrla je 19. kolovoza 1438. godine; Marija je umrla od kuge tijekom pandemije.